# КУД „Др Раша Лазаревић” Живица
КУД „Др Раша Лазаревић” је културно-уметничко друштво основано 1949. године у Живици, насељеном месту на територији града Пожаревца.

## Историјат
Културно уметнички живот мештана села Живице датира још од 49. године 20. века када је почело са радом културно-уметничко друштво „Вељко Дугошевић”. Годинама је ово друштво постизало велике успехе широм бивше Југославије. Стицајем разних околности друштво престаје са радом средином осамдесетих година. Почетком 2009. године, захваљујући групи ентузијаста и поштовалаца народне традиције, у циљу неговања и очувања народног блага, културно уметничко друштво оживљава и почиње са радом под данашњим именом.

## КУД данас
Тренутно ово друштво окупља око 60 чланова и то из Живице, Брежана, Драговца, Дубравице и Пожаревца. Чланови су распоређени у старији-извођачки и млађи ансамбл. КУД „Др Раша Лазаревић“ за собом броји око 300 наступа, како пред домаћом публиком, тако и пред публиком у иностранству. 
Културно-уметничко друштво „Др Раша Лазаревић“ из Живице броји на десетине концерата на територији Браничевског округа, али и успешне наступе ван ове територије. Поред наступа на територији Републике Србије, овај КУД бележи и наступе у иностранству: у Аустрији, Италији, Босни и Херцеговини, Румунији, Црној Гори и Бугарској, као и учешће на три хуманитарна концерта. Бројне концерте КУД „Др Раша Лазаревић“ је организовао у Живици, где су гости били културно-уметничка друштва са територије целе Србије, али и из држава из окружења и дијаспоре. 
Почетком новембра организује традиционални новембарски концерт, који је Културно-просветна заједница Града Пожаревца уврстила у програм „Новембарских дана културе”.  Били су представници Града Пожаревца на Републичкој смотри фолклорних сеоских ансамбала у Кличецу 2012, 2016. и 2019.  године. Године 2019. освојили су друго место. 
Председник КУД-а је Бобан Марковић, уметнички руководилац Томислав Јотић, секретар Наташа Дулић Милошевић, председник Скупштине КУД-а је Југослав Перић.